# Donaumarina
Donaumarina – jedna ze stacji metra w Wiedniu na linii U2. Została otwarta 2 października 2010. 
Znajduje się w 2. dzielnicy Wiednia, Leopoldstadt. Została zbudowana na wiadukcie, nad Handelskai, w pobliżu przystani Marina Wien.